# Tossal dels Masos
El Tossal dels Masos és una muntanya de 556 metres que es troba al municipi de Figuerola del Camp, a la comarca catalana de l'Alt Camp.